# روستام رازا
روستام رازا (ارمنی: Ռուստամ Ռազա; انگلیسی: Roustam Raza؛ زاده ۱۷۸۳ – درگذشته ۷ دسامبر ۱۸۴۵) ملازم و محافظ شخصی مملوک ناپلئون بناپارت بود.

## زندگی‌نامه
وی با نام اصلی روستوم هونانی خاچاتوریان (ارمنی: Ռոստոմ Հովնանի Խաչատուրյան) از والدینی ارمنی در سال ۱۷۸۳ در تفلیس پادشاهی کارتلی-کاختی به دنیا آمد. در سن سیزده سالگی ربوده شد و در قاهره مصر به عنوان برده فروخته شد. ترکان وی را Idzhahia نامیدند. در سال ۱۷۹۸ شیخ قاهره وی را به ناپلئون بناپارت معرفی نمود. در سال ۱۸۱۴ روستام با Mademoiselle Douville در دوردان ازدواج نمود. در ۷ دسامبر ۱۸۴۵ در سن ۶۲ سالگی در دوردان درگذشت.